# تيموتشين إيسن
تيموتشين إيسَن (بالتركية: Timuçin Esen)‏ هو ممثل تركي ولد في 14 أغسطس 1973 في أضنة، تركيا، من أبوين محامين. بعد الدراسة في كلية تيد أنقرة، ذهب لدراسة المسرح في المعهد الموسيقي التابع لجامعة أنقرة وتخرج في النهاية من جامعة معمار سنان للفنون الجميلة. ثم ذهب إلى معهد كاليفورنيا للفنون في الولايات المتحدة للحصول على درجة الماجستير. تلقى التدريب من مدرس التمثيل لاري موس.

## أعماله

### الأفلام
- The Night of the Madman (2003)
- رؤساء أو الذيول (2003)
- وجع القلب (2005)
- الفيل الأزرق (2008)
- ليك (2008)
- جراند بازار (2009)
- المتاهة (2011)
- Seaburners (2012)
- قصتك (2013)
- سيد طيور النورس (2017)
- مسلم (2018)

### مسلسلات تلفزيونية
- امرأة المغتربين (2003-2005)
- شرطة اللص (2005-2007)
- الضمير (2013-2014)
- أعمال القلب (2014-2015)
- قصة بودروم (2016-2017)
- غولبيري (2018-2019)
- حكيم اغلو (2019-مستمر)
- المحتال (2024- )